# LTV A-7 Corsair II
Pour les articles homonymes, voir A-7.
Le Ling-Temco-Vought A-7 Corsair II est un avion d'attaque destiné à être embarqué à bord de porte-avions, construit par les États-Unis au milieu des années 1960 et dérivé du F-8 Crusader. Largement utilisé pendant la guerre du Viêt Nam, il s'est révélé être robuste, fiable, avec un rayon d'action et une capacité d'emport très intéressants. L'A-7 a été construit à un peu plus de 1 500 exemplaires, les derniers étant retirés du service en octobre 2014. Les pilotes lui ont attribué le surnom de « SLUF », pour « Short Little Ugly Fucker » (en français : « salaud moche, petit et court »).
Il est le troisième avion embarqué fabriqué par Vought (alors regroupé sous le conglomérat Ling-Temco-Vought à partir de 1961) pour l'US Navy à porter le nom de Corsair, après le biplan Vought O2U Corsair de l'entre-deux-guerres et le plus célèbre monoplan Chance Vought F4U Corsair, avion de chasse de la Seconde Guerre mondiale.

## Conception et développement
En mai 1963, la Marine américaine émet un appel d'offres pour un avion d'attaque destiné à remplacer le A-4 Skyhawk. Elle exige que le nouvel appareil soit d'un coût limité et puisse être mis en service au plus tard en 1967. La compagnie Vought propose un dérivé du F-8 Crusader, équipé d'un turboréacteur sans postcombustion Allison TF41 et sans l'aile à incidence variable, mais avec une structure renforcée permettant d'emporter plus de quatre tonnes de charge sur six pylônes alaires. Deux canons de 20 mm sont également installés.
Ce projet est accepté en février 1964, et le premier prototype fait son vol inaugural le 27 septembre 1965. Les six avions d'essais ne révèlent aucun problème, ce qui permet d'équiper les premières unités dès le second semestre 1966. Un an plus tard, l'avion est opérationnel et effectue ses premières missions au Viêt Nam. En parallèle, une version destinée à l'US Air Force est développée, à partir de 1965. Elle est équipée d'un réacteur 20 % plus puissant, d'une électronique de bord améliorée et d'un seul canon au lieu de deux. Le premier vol avec le nouveau réacteur a lieu en septembre 1968. L'US Navy réclame aussitôt les mêmes modifications, et cette version améliorée (A-7D pour l'US Air Force et A-7E pour l'US Navy) est mise en service en 1970 dans les deux armées.
L'A-7 Corsair II est resté en service dans la marine américaine jusqu'en 1991, les deux derniers escadrons de A-7E participant à l'opération Tempête du désert en Irak. Les A-7D de l'US Air Force commencèrent à être remplacés dans les unités de première ligne dès les années 1980, mais restèrent en service quelques années de plus dans les unités de réserve.

## Versions
- A-7A : Version initiale (193 exemplaires) ;
- A-7B : Réacteur plus puissant (196 exemplaires) ;
- A-7C : Equipements de l'A-7E, mais sans le nouveau réacteur (67 exemplaires) ;
- TA-7C : Version biplace d'entrainement (60 A-7B/C modifiés) ;
- A-7D : Version améliorée pour l'US Air Force (459 exemplaires) ;
- A-7E : Version améliorée pour l'US Navy (535 exemplaires) ;
- YA-7F (appelé A-7 Plus, Strikefighter ou encore Corsair III par le fabricant) : prototype d'une version supersonique destinée à remplacer le Fairchild A-10 Thunderbolt II au milieu des années 1980 ; projet abandonné ;
- A-7H/TA-7H : Version destinée à la Grèce, A-7E sans capacité de ravitaillement en vol (65 exemplaires, premier vol le 6 mai 1975[2]) ;
- A-7K : Version biplace d'entrainement de l'A-7D (30 exemplaires) ;
- A-7P : Version destinée au Portugal (44 A-7A modifiés) ;
- TA-7P : Version biplace d'entrainement destinée au Portugal (6 A-7A modifiés).

## Engagements

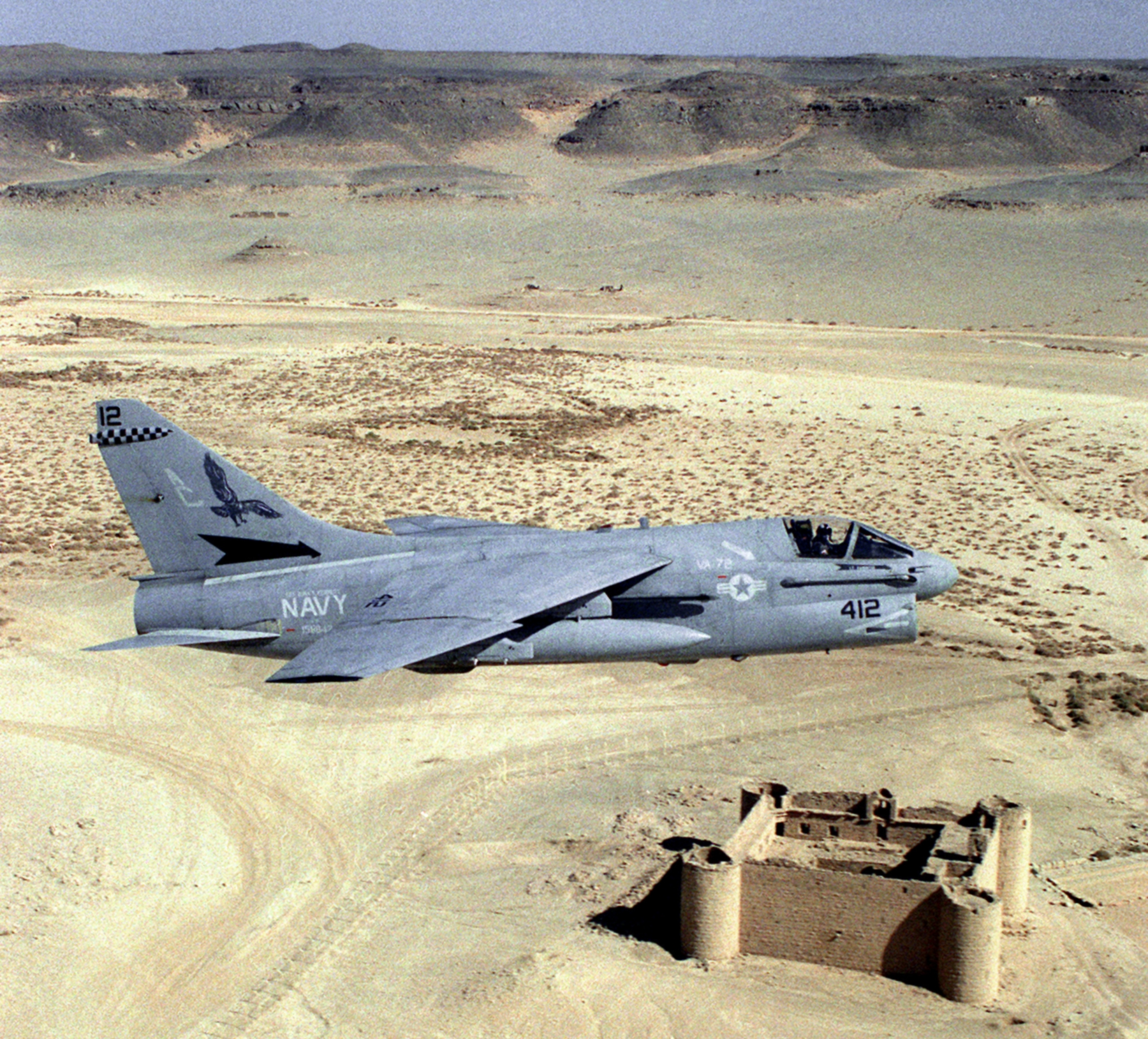
A-7E du 72e escadron d'attaque au-dessus de l'Arabie Saoudite en décembre 1990.

Seuls les États-Unis utilisèrent le Corsair II dans des conflits armés :
- Guerre du Viêt Nam - L'US Navy le déploya de 1967 à 1973, tandis que les premiers Corsair de l'Air Force n'arrivèrent qu'en 1972 sur la base de Korat, en Thaïlande. 104 appareils (98 de la Navy et 6 de l'Air Force) sont perdus au cours du conflit ;
- Guerre civile cambodgienne - Depuis la base de Korat, les A-7D de l'Air Force soutiennent les forces terrestres khmères contre les troupes des Khmers Rouges dès 1973. Lors de l'incident du Mayagüez, les A-7D de l'armée de l'air et les A-7E de la marine fournissent une couverture aérienne ;
- Invasion de la Grenade - Les A-7E des escadrons VA-15 et VA-87 sont déployés à partir de l'USS Independence afin d'appuyer les troupes au sol ;
- Guerre du Liban - Un A-7 est détruit par un missile sol-air syrien en 1983 ;
- Bombardement de la Libye par les États-Unis - Les A-7E des escadrons VA-46 et VA-72 du porte-avion USS America utilisent des missiles anti-radar HARM et Shrike pour protéger des SAM la force de frappe navale ;
- Guerre du Golfe - Les A-7E des escadrons VA-46 et VA-72 sont déployés dans la mer Rouge sur le porte-avion USS John F. Kennedy.

## Pays utilisateurs
- États-Unis (1966-1993)

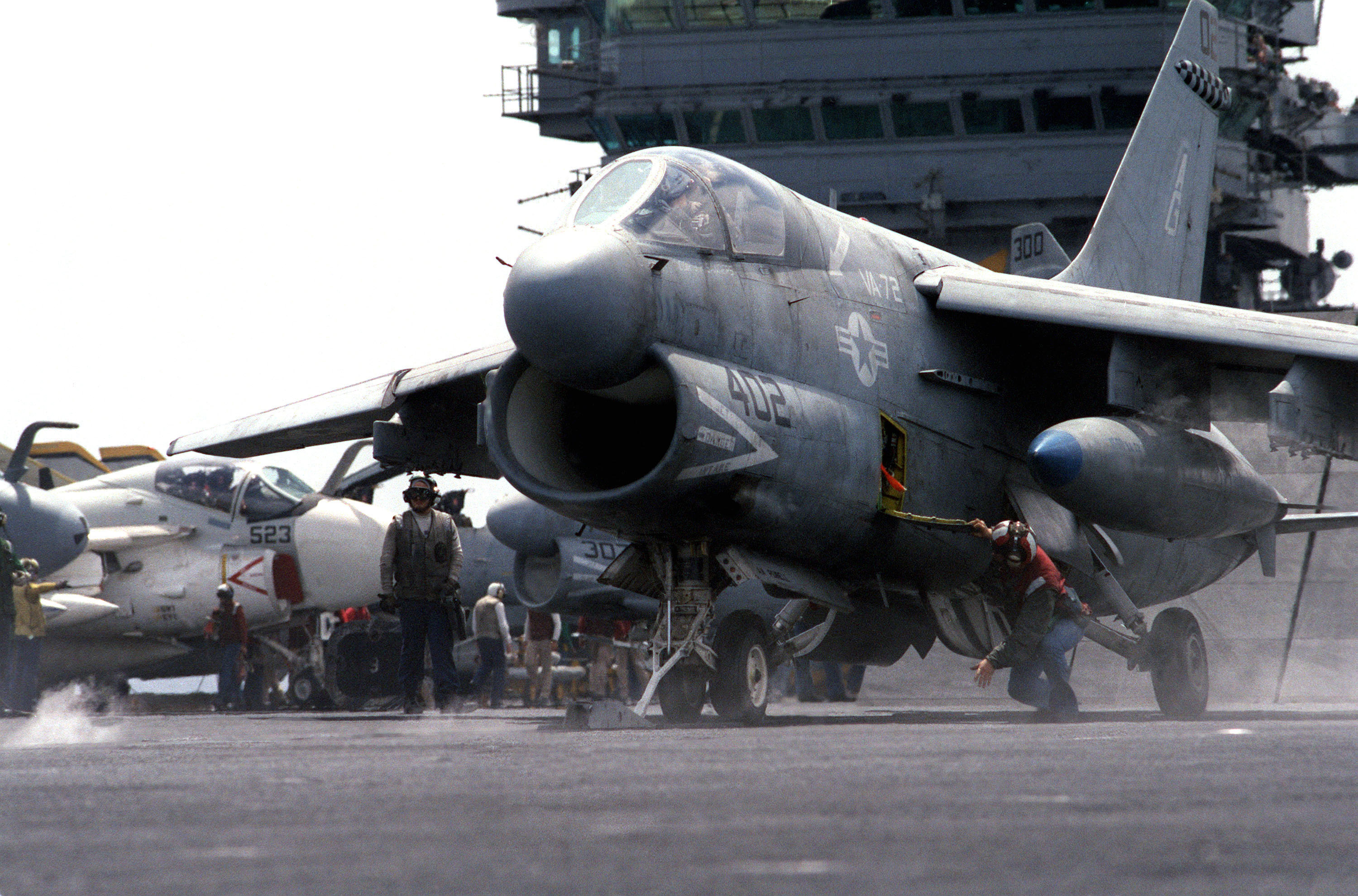
A-7E du 72e escadron d'attaque sur le porte-avions USS Dwight D. Eisenhower (CVN-69), février 1988.

  - A-7E du 72e escadron d'attaque sur le porte-avions USS Dwight D. Eisenhower (CVN-69), février 1988.Marine des États-Unis - Le premier Corsair II est livré à l’aéronavale américaine en 1966 et, en février 1967, le 147e escadron d'attaque (VA-147) est la première unité déclarée opérationnelle sur A-7A. Les premiers appareils sont déployés au Vietnam en décembre de la même année[3]. De 1967 à 1971, un total de 27 escadrons de la marine américaine ont pris livraison de A-7A/B/C/E. Au total, 98 A-7 Corsair II de la marine ont été perdus pendant la guerre. Les A-7E des 15e et 87e escadrons d'attaque (VA-15 et VA-87) apportent leur soutien, depuis le porte-avions USS Independence, lors de l'invasion de la Grenade, en octobre 1983. Au Liban, un A-7 et un A-6 Intruder sont détruits par un missile sol-air syrien, le 4 décembre 1983. En 1986, les A-7E des 72e et 46e escadrons d'attaque (VA-72 et VA-46) participent à l'Opération El Dorado Canyon sur la Libye depuis le porte-avions USS America. Les dernières missions de combat eurent lieu en Irak avec ces deux mêmes escadrons, durant l'opération Tempête du Désert, en 1990-1991. Alors que l'USAF ne déploya pas ses Corsair au profit de l'A-10, l'US Navy déploya ses deux dernières unités d'A-7E à bord du porte-avions USS John F. Kennedy qui participèrent aux opérations de combat sur l'Irak depuis la mer Rouge. Le remplacement des Corsair II commença dès les années 1980 avec l'arrivée progressive de son successeur, le McDonnell Douglas F/A-18 Hornet. Finalement, l'US Navy retira son dernier Corsair II en mai 1991. Entre 1967 et 1991, la marine américaine pris livraison de 199 A-7A, 196 A-7B, 67 A-7C et 529 A-7E, soit un total de 991 Corsair II. 24 A-7B et 36 A-7C furent convertis en biplaces TA-7C, et 8 d'entre eux furent modifiés en EA-7L, version de guerre électronique. 6 A-7A sont convertis en version biplace TA-7P et 44 A7-A en version A-7P afin d'être vendus au Portugal, entre 1981 et 1986. En 1993, 50 A-7E et 18 TA-7C sont vendus à la Grèce.

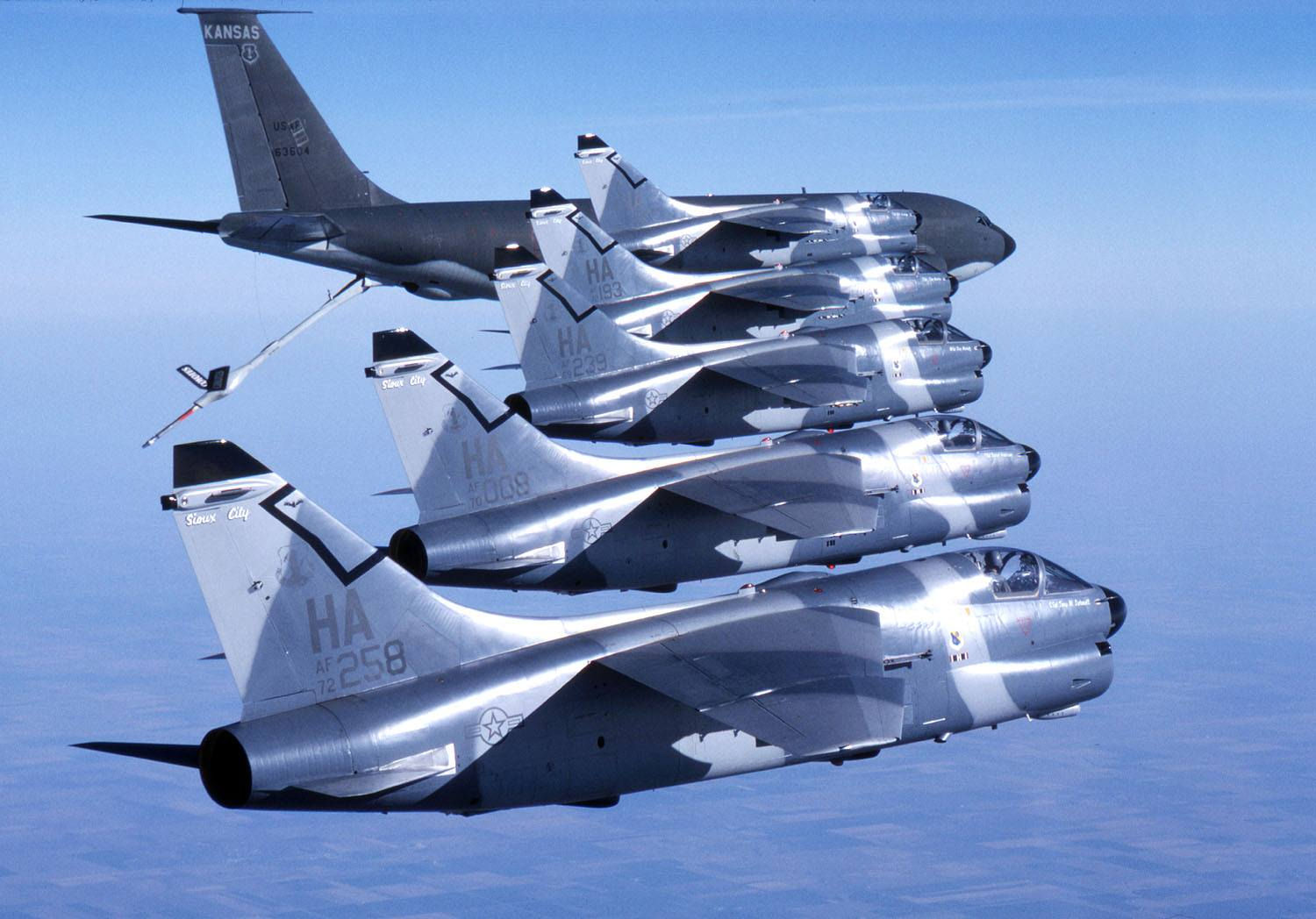
Formation de 5 A-7D du 124e escadron tactique de chasse de la Garde nationale aérienne de l'Iowa en compagnie d'un ravitailleur KC-135.

  - Formation de 5 A-7D du 124e escadron tactique de chasse de la Garde nationale aérienne de l'Iowa en compagnie d'un ravitailleur KC-135. Force aérienne des États-Unis - En réponse au besoin de l'armée de terre américaine pour un avion d'attaque au sol dans le Sud-Vietnam, le Vought A-7 semblait être un moyen relativement rapide et peu coûteux pour satisfaire ce besoin. La version USAF de l'avion a été désignée A-7D et a été personnalisée avec un moteur différent à la version US Navy, une nouvelle avionique, un canon rotatif M61 et un système informatisé de navigation et de gestion de l'armement. L'appareil entra en service en 1970 au sein de l' US Air Force. En septembre 1972, des A-7D de la 354e escadre tactique de chasse sont déployés sur la base thaïlandaise de Korat[4]. En 1973, à la suite de la fin de la participation américaine au conflit vietnamien, les A-7D effectuent des sorties sur le Cambodge afin d'appuyer les forces armées nationales khmères contre les Khmers Rouges. Les A-7D quittent la Thaïlande en 1975. Avec l'arrivée de l'A-10 Thunderbolt II, l' US Air Force commence alors à transférer ses A-7D dans les unités de réserves de la Garde nationale aérienne dès 1974. Le 12 janvier 1981, lors de l'attaque de l'aéroport international Luis-Muñoz-Marín, 10 A-7D du 198e escadron tactique de chasse (198th TFS) de la Garde nationale aérienne de Porto Rico sont détruits ou endommagées lors d'une attaque terroriste de l'armée populaire de Boricua[5]. Il s'agit alors de la plus grande attaque jamais organisée sur une base militaire américaine depuis la guerre du Vietnam. Une version biplace de l'A-7D, l'A-7K, est livrée aux unités de l'Air National Guard[6]. La dernière unité de l' Air Force à utiliser le Corsair II fut le 4450e groupe tactique (4450th TG) qui opéra sur A-7D, en vue de former les futurs pilotes de F-117, jusqu'en 1989, après que le Nighthawk fut dévoilé au public. Le dernier A-7D est retiré des unités de réserve en 1993 et remplacé par le F-16 Fighting Falcon. Au total, entre 1970 et 1993, les unités d'active et réserve de l'Air Force auront exploité 489 Corsair II, soit 459 A-7D et 30 A-7K.

- Grèce (1975-2014) 

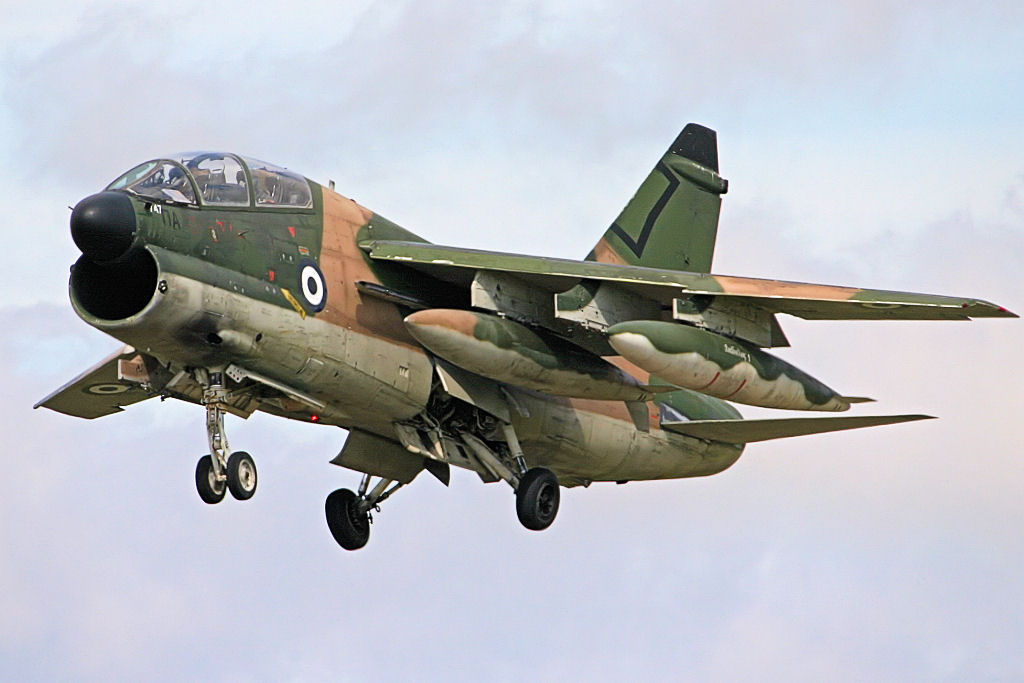
TA-7C de la force aérienne grecque

  - Force aérienne grecque - Un total de 133 Corsair II fut acquis par l'état hellénique. Entre 1975 et 1980, 60 A-7H et 5 TA-7H neufs sont livrés, puis 50 A-7E et 18 TA-7C provenant des inventaires l'US Navy arrivent en 1993-1994. La Grèce exploita alors les Corsair II sous la forme des variantes A-7E et TA-7C, et les utilisa dans leurs rôles tactiques traditionnels de frappe et d'attaque au sol pour lesquels ils ont été conçus. Les A-7 grecs ont subi de nombreuses améliorations, comme une poussée augmentée de leurs moteurs Allison TF41, une avionique améliorée, un radar. En 2007, à la suite du retrait des Corsair II thaïlandais, le 336e escadron de bombardement « Olympus » devient la seule unité au monde à exploiter l'appareil jusqu'au 17 octobre 2014, date de retrait de tous les A-7 grecs[7].
- Portugal (1982-1999)
  - Force aérienne portugaise - Un total de 43 A-7P et 6 TA-7P ont été acquis par le Portugal. En 1980, dans le cadre du contrat V-519, 20 A-7A de l'US Navy sont convertis au standard A-7P avec l'installation du turboréacteur Pratt & Whitney TF30-P408 et de l'avionique de l'A-7D/A-7E. Les 9 premiers appareils sont livrés le 24 décembre 1981 tandis que les 11 avions restant sont réceptionnés jusqu'en septembre 1982. En mai 1983, le Portugal renégocie le contrat et passe une commande pour 24 A-7P et six A-7A supplémentaires convertis en biplaces sous l'appellation TA-7P. Les livraisons de cette deuxième commande ont eu lieu entre le 8 octobre 1984 et le 30 avril 1986. Cependant, un des 24 A-7P commandés a été perdu avant sa livraison à la suite d'un accident survenu aux États-Unis. Un TA-7C de l'US Navy a également été loué par le Portugal de 1982 à 1985 dans le cadre de la conversion opérationnelle de ses pilotes de chasse. Le 302e escadron d'attaque "Aigles royaux" exploita l'A-7P de 1981 à 1996. Le 304e escadron d'attaque "Magnifique", dernière unité portugaise à employer l'appareil, l'utilisa de 1984 à 1999, date de retrait des Corsair II au sein de l'armée de l'air du Portugal.

- Thaïlande (1995-2007)

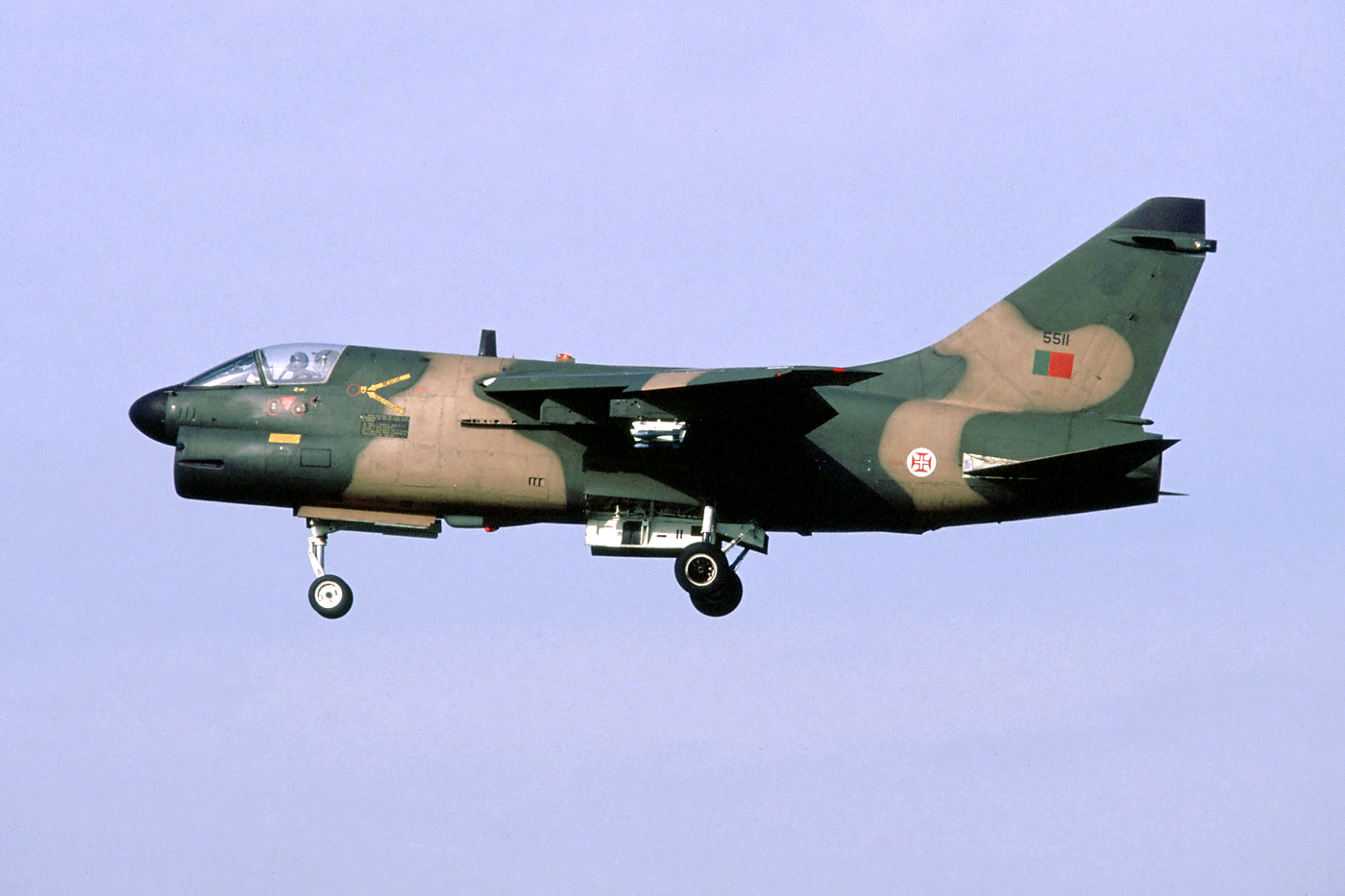
A-7P portugais.

  - Division aérienne de la marine royale thaïlandaise - 14 A-7E et 4 TA-7C d'occasion sont livrés en été 1995 afin d'assurer les missions de défense côtière et de patrouille maritime. Ils servent au sein du 104e escadron "Requin blanc" de la base aéronavale de U-Tapao. Les cellules sont inutilisées et stockées depuis les années 2000 et ont été retirées du service le 20 juillet 2007[8].

### Développement lié
- F-8 Crusader
- Vought YA-7F

### Aéronefs comparables
- Soukhoï Su-17
- A-6 Intruder